# Сурдовай
Сурдовай — деревня в Кезском районе Удмуртской республики.

## География
Находится в северо-восточной части Удмуртии на расстоянии приблизительно 33 км на север-северо-запад по прямой от районного центра поселка Кез.

## История
Известна с 1873 года как починок Сурдовайской (Балаш-Пи) с 2 дворами. В 1905 году учтено 16 дворов, в 1924 (Сурдовай или Балашенки) — 25. Деревня с 1932 года. До 2021 года входила в состав Степанёнского сельского поселения.

## Население
Постоянное население составляло 51 человек (1873), 145 (1905), 147 (1924, все удмурты), 64 человека в 2002 году (удмурты 94 %), 54 в 2012.